# Schreyer Viktor Győző
Schreyer Viktor Győző (írói álnevei: Kiáltosy Győző, Szentmiklósy Viktor; Nagyszentmiklós, 1846. szeptember 4. – Nagyszentmiklós, 1937. május 31.) erdélyi magyar költő, író, lapszerkesztő, helytörténész.

## Életútja
Középiskolai tanulmányait Szegeden végezte a Piarista Gimnáziumban, majd Budapesten és Bécsben szerzett jogi diplomát. Egy évig joggyakornok volt Lugoson, majd a budapesti Kir. Ítélőtáblánál ügyvédi vizsgáját letéve (1871), 45 éven át Nagyszentmiklóson folytatott ügyvédi gyakorlatot; több uradalomnak volt a jogtanácsosa; a város társadalmi, közösségi és művelődési életének meghatározó személyisége.

## Munkássága
Kezdeményezésére és támogatásával épült fel a város katolikus iskolája, valamint a községháza és a postaépület. Elnöke volt a Nagyszentmiklósi Gazdasági Egyletnek, igazgatója a Torontál megyei Nyelvterjesztő Egyesületnek, alapító tagja a Délmagyarországi Közművelődési Egyesületnek. 1879-ben megalapította, 1918-ig szerkesztette és kiadta a Nagyszentmiklós c. hetilapot, valamint a Nagyszentmiklósi Közlönyt. Cikkei, tanulmányai a Szegedi Napló, Nagyszentmiklós és Vidéke, Első Torontáli Közlöny, Torontál, Temesvári Hírlap és a dicsőszentmártoni Vármegyei Hírlap hasábjain jelentek meg. A tagosítási törvényről írt jogi tanulmánya, Commassation címmel 1871-ben jelent meg magyar és német nyelven.
Baráti szálak fűzték Bartók Béla apjához; a világhírű zeneszerzőnek keresztapja volt.
Irodalmi munkásságát még szegedi diákként kezdte a Sugarak a Jövőbe c. diáklapban, majd a Szegedi Híradóban közölt (utóbbi helyen Kiáltosy Győző álnéven).

## Kötetei
- Derűs képek (elbeszélések, Igló é. n.);
- Kedves emlékek (elbeszélések, Dicsőszentmárton 1911);
- Nagyszentmiklós tradicionális monográfiája (Nagyszentmiklós 1913);
- Szent kötelmek (regény, Nagyszentmiklós, 1913);
- Mythológiai mesék (Nagyszentmiklós, 1914);
- Hattyúdalok (versek, Nagyszentmiklós, 1926);
- Napsugarak (versek, Nagyszentmiklós, 1936).

A Fekete tulipán c. történelmi vígjátékát, Becsület c. falusi életképét, valamint egyfelvonásos jeleneteit a nagyszentmiklósi műkedvelők adták elő.